# Зудина, Валентина Петровна
 Валентина Петровна Зудина (06.10.1938 — 04.10.2012) — бригадир Яхромского совхоза-техникума Дмитровского района Московская область. Герой Социалистического Труда (29.05.1990).

## Биография
Родилась 6 октября 1938 года в селе Благодатка, ныне Моршанского района Тамбовской области, в крестьянской семье. Русская.
После окончания школы переехала в поселок Икша, ныне Дмитровского района Московской области, к старшему брату. Работала в пекарне, на комбинате строительных материалов. 
Вскоре вышла замуж, переехала в строящийся поселок вновь организованного совхоза «Яхромский» Министерства сельского хозяйства. Стала работать в детском саду няней, а затем – воспитателем.
С открытием Яхромского совхоза-техникума поступила туда на очное агрономическое отделение. Учёбу совмещала с работой ночной няней, одновременно растила маленькую дочку. В 1963 году окончила техникум, получила специальность агронома. Осталась работать в совхозе «Яхромский», вначале работала учетчицей отряда мелиорации и защиты растений, затем исполняла обязанности гидротехника, проявив незаурядные организаторские способности.
В 1968 году была назначена бригадиром овощеводческой бригады Синьковского отделения совхоза. Под ее руководством бригада стала одной из лучших в Подмосковье, много лет лидировала в области по сбору урожая. За год бригада выращивала до 9 тысяч тонн овощей. На отдельных участках с гектара получали по 800-1000 центнеров капусты, по 600-700 – моркови и свеклы.
Указом Президента СССР от 29 мая 1990 года за выдающиеся результаты в увеличении производства сельскохозяйственной продукции на основе прогрессивных технологий и передовых методов организации труд Зудиной Валентине Петровне присвоено звание Героя Социалистического Труда с вручением  ордена Ленина и золотой медали «Серп и Молот».
Более 40 лет она отработала в Яхромском совхозе-техникуме.
Активно участвовала в общественной жизни. В 1969 году была избрана депутатом Московского областного Совета.
Жила в поселке Синьковский. Скончалась 4 октября 2012 года. Похоронена на Дмитровском городском кладбище «Красная горка».
Награждена орденами Ленина (29.05.1990), Октябрьской Революции (12.03.1982), Трудового Красного Знамени (11.12.1973), медалями, в том числе «За преобразование Нечерноземья РСФСР», золотой и двумя бронзовыми медалями ВДНХ СССР.
Присвоено звание «Почетный гражданин города Дмитрова» (27.08.2010). 

## Награды
- Золотая медаль «Серп и Молот» (29.05.1990)
- Орден Ленина (29.05.1990)
- Орден Октябрьской Революции (12.03.1982)
- Орден Трудового Красного Знамени (11.12.1973)
- Медаль «В ознаменование 100-летия со дня рождения Владимира Ильича Ленина» (6 апреля 1970)
- Медаль «За преобразование Нечерноземья РСФСР»
- Медаль «За трудовую доблесть»(04.09.1948)
- Медаль «Ветеран труда»

## Память
- На могиле установлен надгробный памятник.